# Thlaspi syriacum
Thlaspi syriacum är en korsblommig växtart som beskrevs av Joseph Friedrich Nicolaus Bornmüller. Thlaspi syriacum ingår i släktet skärvfrön, och familjen korsblommiga växter. Inga underarter finns listade i Catalogue of Life.